# Battaglia di Anchialo (763)
La battaglia di Anchialo (in bulgaro Битката при Анхиало?) fu combattuta nel 763 vicino alla città di Pomorie sulla costa bulgara del Mar Nero tra l'esercito bulgaro e l'esercito bizantino; quest'ultimo risultò vittorioso.

## Antefatti alla battaglia
Dopo il successo nella battaglia del passo Riški avvenuta nel 759, il Khan dei Bulgari Vineh iniziò una trattativa di pace, scelta che costò al Khan la vita. Il nuovo sovrano, Telec, era contrario alla pace e proponeva una continuazione delle azioni militari contro i bizantini. Con la cavalleria pesante saccheggiò i territori sul confine dell'Impero bizantino. In risposta a queste azioni belliche il 16 giugno 763 l'imperatore Costantino V passò al contrattacco con un esercito e una flotta di 800 navi, con 12 cavalieri su ciascuna.

## La battaglia
Vineh fortificò i vari passi nei Monti Balcani e utilizzo le alture vicino ad Anchialo per un vantaggio strategico. La sua impazienza nel fronteggiare i bizantini lo fece scendere dall'altura per fronteggiarli in pianura. La battaglia ebbe inizio alle 10 del mattino e durò fino al tramonto, quando i bizantini vinsero i bulgari, sebbene con pesanti perdite. Anche nelle file bulgare si riscontrarono pesanti perdite, ma il Khan Vineh riuscì a salvarsi.

## Conseguenze
I bizantini non riuscirono a sfruttare il vantaggio strategico che avevano guadagnato e le guerre contro i bulgari si prolungarono fino al 792, terminando con la battaglia di Marcellae. La vittoria bulgara determinò il ripristino dei termini del trattato bizantino-bulgaro del 716.